# Valsätrakyrkan

Valsätrakyrkan är en ekumenisk frikyrka i Valsätra i Uppsala och som är ansluten till samfunden Alliansmissionen, Evangeliska Frikyrkan och Equmeniakyrkan.
Valsätrakyrkan har ett visst samarbete med Gottsunda kyrka och kan vissa söndagar ha en sammanlyst gudstjänst.
Kyrklokalerna är belägna på Bernadottevägen 48.
Det finns även 2 körer i kyrkan, en ungdomskör och en vuxenkör.

## Valsätrakyrkans scoutkår
Valsätrakyrkans scoutkår är namnet på scoutkåren som är ansluten till Equmenia inom kyrkans verksamhet. Kåren har ungefär 150 scouter som regelbundet finns i verksamheten. 

## Orgel
Den nuvarande orgel byggdes 1979 av Nils-Olof Berg, Nye. Orgel är mekanisk.
| Manual                    | Pedal   |
| Blockflöjt 8' Bas/Diskant | Bihängd |
| Principal 4' Bas/Diskant  |         |
| Pommer 4'                 |         |
| Waldflöjt 2'              |         |
| Ters 1 3⁄5' Diskant       |         |
| Nasat 1 1⁄3' Bas/Diskant  |         |
| Sedecima 1'               |         |